# Techneti(III) chloride
Tecneti(III) chloride là hợp chất hóa học vô cơ có công thức TcCl3. Hợp chất đã được báo cáo vào năm 2010. Nó được điều chế từ đitecneti(III) tetraxetat đichloride và HCl (g) ở 300 ℃, dưới dạng chất rắn màu đen. Cấu trúc của nó bao gồm các đơn vị Tc3Cl9 hình tam giác với đối xứng C3V, với mỗi nguyên tử Tc phối hợp với hai lân cận Tc và năm phối tử chloride (liên kết Tc–Tc dài 2,44 Å). Khoảng cách Tc–Tc là dấu hiệu của các nguyên tử Tc liên kết đôi. Tc3Cl9 có cấu trúc tương đồng với đồng đẳng rheni của nó.

## Tính chất
TcCl3 tạo thành tinh thể đen. Khi tan trong nước, TcCl3 tạo thành dung dịch màu lục.

## Hợp chất khác
TcCl3 còn tạo một số hợp chất với CS(NH2)2, như TcCl3·6CS(NH2)2·4H2O là tinh thể màu đỏ đậm, d = 1,74 g/cm³.